# Newcastle United Football Club 2014-2015
Questa pagina raccoglie i dati riguardanti il Newcastle United Football Club nelle competizioni ufficiali della stagione 2014-2015.

## Maglie e sponsor
| Casa | Trasferta | Terza |

## Rosa
In corsivo i calciatori ceduti durante la stagione
| N. |                        | Ruolo | Calciatore         |
| -- | ---------------------- | ----- | ------------------ |
| 1  | Paesi Bassi (bandiera) | P     | Tim Krul           |
| 2  | Argentina (bandiera)   | D     | Fabricio Coloccini |
| 3  | Italia (bandiera)      | D     | Davide Santon      |
| 4  | Inghilterra (bandiera) | D     | Ryan Taylor        |
| 6  | Inghilterra (bandiera) | D     | Mike Williamson    |
| 7  | Francia (bandiera)     | C     | Moussa Sissoko     |
| 8  | Paesi Bassi (bandiera) | C     | Vurnon Anita       |
| 9  | Senegal (bandiera)     | A     | Papiss Cissé       |
| 10 | Paesi Bassi (bandiera) | C     | Siem de Jong       |
| 11 | Francia (bandiera)     | A     | Yoan Gouffran      |
| 14 | Inghilterra (bandiera) | C     | Jack Colback       |
| 16 | Argentina (bandiera)   | A     | Facundo Ferreyra   |
| 17 | Spagna (bandiera)      | A     | Ayoze Peréz        |
| 18 | Argentina (bandiera)   | C     | Jonás Gutiérrez    |
| 19 | Francia (bandiera)     | D     | Massadio Haïdara   |
| 20 | Francia (bandiera)     | C     | Rémy Cabella       |
| 21 | Irlanda (bandiera)     | P     | Rob Elliot         |
| 22 | Paesi Bassi (bandiera) | D     | Daryl Janmaat      |
| 23 | Slovenia (bandiera)    | C     | Haris Vučkić       |

| N. |                             | Ruolo | Calciatore       |
| -- | --------------------------- | ----- | ---------------- |
| 24 | Costa d'Avorio (bandiera)   | C     | Cheik Tioté      |
| 25 | Francia (bandiera)          | C     | Gabriel Obertan  |
| 27 | Inghilterra (bandiera)      | D     | Steven Taylor    |
| 28 | Nigeria (bandiera)          | A     | Sammy Ameobi     |
| 29 | Francia (bandiera)          | A     | Emmanuel Rivière |
| 30 | Algeria (bandiera)          | C     | Mehdi Abeid      |
| 31 | Inghilterra (bandiera)      | P     | Jak Alnwick      |
| 32 | Inghilterra (bandiera)      | A     | Adam Armstrong   |
| 33 | Australia (bandiera)        | D     | Curtis Good      |
| 34 | Inghilterra (bandiera)      | D     | Remie Streete    |
| 35 | Inghilterra (bandiera)      | A     | Adam Campbell    |
| 36 | Galles (bandiera)           | D     | Paul Dummett     |
| 37 | Slovenia (bandiera)         | D     | Ľubomír Šatka    |
| 38 | Inghilterra (bandiera)      | C     | Gaël Bigirimana  |
| 39 | Irlanda del Nord (bandiera) | D     | Shane Ferguson   |
| 40 | Francia (bandiera)          | C     | Olivier Kemen    |
| 41 | Inghilterra (bandiera)      | P     | Freddie Woodman  |
| 42 | Svizzera (bandiera)         | D     | Kevin Mbabu      |

## Calciomercato

### Sessione estiva(dall'1/7 all'1/9)
| Acquisti | Acquisti         | Acquisti          | Acquisti               |
| R.       | Nome             | da                | Modalità               |
| -------- | ---------------- | ----------------- | ---------------------- |
| A        | Ayoze Perez      | Tenerife          | definitivo (1,6 mln €) |
| C        | Jack Colback     | Sunderland        | definitivo             |
| C        | Siem de Jong     | Ajax              | definitivo (7,5 mln €) |
| C        | Rémy Cabella     | Montpellier       | definitivo (8 mln €)   |
| A        | Emmanuel Rivière | Monaco            | definitivo (6,3 mln €) |
| D        | Daryl Janmaat    | Feyenoord         | definitivo (5 mln €)   |
| P        | Karl Darlow      | Nottingham Forest | definitivo (3 mln €)   |
| D        | Jamaal Lascelles | Nottingham Forest | definitivo (4 mln €)   |
| A        | Facundo Ferreyra | Šachtar           | prestito               |

| R. | Nome               | a                 | Modalità               |
| -- | ------------------ | ----------------- | ---------------------- |
| C  | Dan Gosling        | Bournemouth       | svincolato             |
| A  | Shola Ameobi       | Gaziantep         | svincolato             |
| A  | Conor Newton       | Rotherham Utd     | svincolato             |
| D  | Mathieu Debuchy    | Arsenal           | definitivo (12 mln €)  |
| D  | James Tavernier    | Wigan             | definitivo (0,4 mln €) |
| C  | Romain Amalfitano  | Digione           | svincolato             |
| C  | Michael Richardson | Blyth Spartans    | svincolato             |
| C  | Sylvain Marveaux   | Guingamp          | prestito               |
| A  | Adam Campbell      | Hartlepool Utd    | prestito               |
| D  | Jamaal Lascelles   | Nottingham Forest | prestito               |
| D  | Mapou Yanga-Mbiwa  | Roma              | prestito               |
| C  | Hatem Ben Arfa     | Hull City         | prestito               |
| D  | Davide Santon      | Inter             | prestito               |

## Risultati

### Barclays Premier League

#### Girone di andata
| Arbitro: | Atkinson |

|  |           |                        |
|  | Marcatori | 38’ Silva 90+2’ Aguero |

| Birmingham 23 agosto 2014, ore 13:45 CEST 2ª giornata | Aston Villa | 0 – 0 referto | Newcastle Utd | Villa Park (30 267 spett.)\| Arbitro: \| Dean \| |
| Arbitro:                                              | Dean        |               |               |                                                  |

| Arbitro: | M. Jones |

|                                       |           |                                  |
| Janmaat 37’ Aarons 73’ Williamson 88’ | Marcatori | 1’ Gayle 48’ Puncheon 90+5’ Zaha |

| Arbitro: | Foy |

|                                           |           |  |
| Pellè 6’, 19’ Cork 54’ Schneiderlin 90+4’ | Marcatori |  |

| Arbitro: | Swarbrick |

|                |           |                       |
| Cissé 74’, 87’ | Marcatori | 49’ Jelavic 68’ Diamé |

| Arbitro: | Pawson |

|            |           |  |
| Crouch 15’ | Marcatori |  |

| Arbitro: | Mason |

|                        |           |                |
| Bony 17’ Routledge 50’ | Marcatori | 43’, 75’ Cissé |

| Arbitro: | Atkinson |

|             |           |  |
| Obertan 71’ | Marcatori |  |

| Arbitro: | Anthony Taylor |

|              |           |                          |
| Adebayor 18’ | Marcatori | 46’ Sa. Ameobi 58’ Ayoze |

| Arbitro: | Marriner |

|           |           |  |
| Ayoze 73’ | Marcatori |  |

| Arbitro: | Pawson |

|  |           |                         |
|  | Marcatori | 45’ Ayoze 62’ Coloccini |

| Arbitro: | Foy |

|             |           |  |
| Sissoko 78’ | Marcatori |  |

| Arbitro: | Dean |

|               |           |  |
| Cresswell 56’ | Marcatori |  |

| Arbitro: | Dowd |

|          |           |           |
| Boyd 34’ | Marcatori | 48’ Cissé |

| Arbitro: | Atkinson |

|                |           |            |
| Cissé 57’, 79’ | Marcatori | 83’ Drogba |

| Arbitro: | Mason |

|                                  |           |           |
| Giroud 15’, 58’ Cazorla 54’, 89’ | Marcatori | 63’ Ayoze |

| Arbitro: | Taylor |

|  |           |                |
|  | Marcatori | 90’ A. Johnson |

| Arbitro: | Dean |

|                                |           |           |
| Rooney 23’, 36’ van Persie 53’ | Marcatori | 87’ Cissé |

| Arbitro: | Pawson |

|                                 |           |                      |
| Cissé 34’ Ayoze 51’ Colback 68’ | Marcatori | 5’ Koné 84’ Mirallas |

#### Girone di ritorno
| Arbitro: | Dean |

|                                    |           |                                      |
| Taylor 15’ Colback 26’ Sissoko 78’ | Marcatori | 19’ (aut.) Dummett 66’ Ings 86’ Boyd |

| Arbitro: | East |

|                           |           |  |
| Oscar 43’ Diego Costa 59’ | Marcatori |  |

| Arbitro: | R. Madley |

|              |           |               |
| Gouffran 29’ | Marcatori | 14’, 62’ Elia |

| Arbitro: | Dowd |

|  |           |                                         |
|  | Marcatori | 40’ Cabella 50’ Sa. Ameobi 78’ Gouffran |

| Arbitro: | Friend |

|             |           |            |
| Colback 74’ | Marcatori | 90’ Crouch |

| Arbitro: | Marriner |

|                 |           |           |
| F. Campbell 71’ | Marcatori | 42’ Cissé |

| Arbitro: | Foy |

|                                                        |           |  |
| Agüero 2’ (rig.) Nasri 12’ Džeko 21’ D. Silva 51’, 53’ | Marcatori |  |

| Arbitro: | Mason |

|           |           |  |
| Cissé 37’ | Marcatori |  |

| Arbitro: | Taylor |

|  |           |           |
|  | Marcatori | 89’ Young |

| Arbitro: | Atkinson |

|                                                 |           |  |
| J. McCarthy 20’ Lukaku 56’ (rig.) Barkley 90+3’ | Marcatori |  |

| Arbitro: | M. Jones |

|             |           |                 |
| Sissoko 48’ | Marcatori | 24’, 28’ Giroud |

| Arbitro: | Dean |

|             |           |  |
| Defoe 45+1’ | Marcatori |  |

| Arbitro: | Mason |

|                       |           |  |
| Sterling 9’ Allen 70’ | Marcatori |  |

| Arbitro: | Friend |

|             |           |                                 |
| Colback 46’ | Marcatori | 30’ Chadli 53’ Eriksen 90’ Kane |

| Arbitro: | Swarbrick |

|                          |           |                                           |
| Ayoze 20’ S. de Jong 87’ | Marcatori | 45+2’ N. Oliveira 49’ Sigurðsson 71’ Cork |

| Arbitro: | Dean |

|                                 |           |  |
| Ulloa 1’, 48’ (rig.) Morgan 17’ | Marcatori |  |

| Arbitro: | Foy |

|           |           |              |
| Ayoze 41’ | Marcatori | 32’ Anichebe |

| Arbitro: | Probert |

|                         |           |             |
| M. Phillips 54’ Fer 61’ | Marcatori | 24’ Rivière |

| Arbitro: | Atkinson |

|                       |           |  |
| Sissoko 54’ Jonás 85’ | Marcatori |  |

### FA Cup
| Arbitro: | Mason |

|           |           |  |
| Ulloa 39’ | Marcatori |  |

### Football League Cup
| Arbitro: | Langford |

|  |           |                 |
|  | Marcatori | 25’ (aut.) Egan |

| Arbitro: | R. Madley |

|                             |           |                                      |
| Gayle 25’ (rig.) Kaikai 90’ | Marcatori | 36’, 48’ (rig.) Rivière 112’ Dummett |

| Arbitro: | Attwell |

|  |           |                       |
|  | Marcatori | 6’ Aarons 76’ Sissoko |

| Arbitro: | Marriner |

|                                              |           |  |
| Bentaleb 18’ Chadli 46’ Kane 65’ Soldado 70’ | Marcatori |  |

## Statistiche

### Statistiche di squadra
| Competizione   | Punti | In casa | In casa | In casa | In casa | In casa | In casa | In trasferta | In trasferta | In trasferta | In trasferta | In trasferta | In trasferta | Totale | Totale | Totale | Totale | Totale | Totale | DR  |
| Competizione   | Punti | G       | V       | N       | P       | Gf      | Gs      | G            | V            | N            | P            | Gf           | Gs           | G      | V      | N      | P      | Gf     | Gs     | DR  |
| -------------- | ----- | ------- | ------- | ------- | ------- | ------- | ------- | ------------ | ------------ | ------------ | ------------ | ------------ | ------------ | ------ | ------ | ------ | ------ | ------ | ------ | --- |
| Premier League | 39    | 19      | 7       | 5       | 7       | 26      | 27      | 19           | 3            | 4            | 12           | 14           | 36           | 38     | 10     | 9      | 19     | 40     | 63     | -23 |
| FA Cup         | -     | 0       | 0       | 0       | 0       | 0       | 0       | 1            | 0            | 0            | 1            | 0            | 1            | 1      | 0      | 0      | 1      | 0      | 1      | -1  |
| League Cup     | -     | 0       | 0       | 0       | 0       | 0       | 0       | 4            | 3            | 0            | 1            | 6            | 6            | 4      | 3      | 0      | 1      | 6      | 6      | 0   |
| Totale         | 39    | 10      | 5       | 3       | 2       | 16      | 14      | 15           | 5            | 3            | 7            | 15           | 24           | 43     | 13     | 9      | 21     | 46     | 70     | -24 |

### Andamento in campionato
| Giornata  | 1  | 2  | 3  | 4  | 5  | 6  | 7  | 8  | 9  | 10 | 11 | 12 | 13 | 14 | 15 | 16 | 17 | 18 | 19 | 20 | 21 | 22 | 23 | 24 | 25 | 26 | 27 | 28 | 29 | 30 | 31 | 32 | 33 | 34 | 35 | 36 | 37 | 38 |
| --------- | -- | -- | -- | -- | -- | -- | -- | -- | -- | -- | -- | -- | -- | -- | -- | -- | -- | -- | -- | -- | -- | -- | -- | -- | -- | -- | -- | -- | -- | -- | -- | -- | -- | -- | -- | -- | -- | -- |
| Luogo     | C  | T  | C  | T  | C  | T  | T  | C  | T  | C  | T  | C  | T  | T  | C  | T  | C  | T  | C  | C  | T  | C  | T  | C  | T  | T  | C  | C  | T  | C  | T  | T  | C  | C  | T  | C  | T  | C  |
| Risultato | P  | N  | N  | P  | N  | P  | N  | V  | V  | V  | V  | V  | P  | N  | V  | P  | P  | P  | V  | N  | P  | P  | V  | N  | N  | P  | V  | P  | P  | P  | P  | P  | P  | P  | P  | N  | P  | V  |
| Posizione | 20 | 15 | 15 | 20 | 18 | 19 | 18 | 18 | 14 | 11 | 8  | 5  | 8  | 9  | 7  | 7  | 9  | 10 | 9  | 10 | 10 | 11 | 11 | 11 | 11 | 11 | 11 | 11 | 11 | 12 | 13 | 13 | 14 | 14 | 15 | 17 | 17 | 15 |

Fonte:  Premier League – Classifiche, su sport.sky.it, sport.sky.it (archiviato dall'url originale il 19 agosto 2014).
Legenda:

Luogo: C = Casa; T = Trasferta. Risultato: V = Vittoria; N = Pareggio; P = Sconfitta.

### Statistiche dei giocatori
| Giocatore     | Premier League | Premier League | Premier League | Premier League | FA Cup   | FA Cup | FA Cup      | FA Cup     | League Cup | League Cup | League Cup  | League Cup | Totale   | Totale | Totale      | Totale     |
| Giocatore     | Presenze       | Reti           | Ammonizioni    | Espulsioni     | Presenze | Reti   | Ammonizioni | Espulsioni | Presenze   | Reti       | Ammonizioni | Espulsioni | Presenze | Reti   | Ammonizioni | Espulsioni |
| ------------- | -------------- | -------------- | -------------- | -------------- | -------- | ------ | ----------- | ---------- | ---------- | ---------- | ----------- | ---------- | -------- | ------ | ----------- | ---------- |
| T. Krul       | 30             | -47            | 1              | 0              | 0        | 0      | 0           | 0          | 1          | -0         | 0           | 0          | 31       | -47    | 1           | 0          |
| F. Coloccini  | 32             | 1              | 3              | 0              | 0        | 0      | 0           | 0          | 4          | 0          | 0           | 0          | 36       | 1      | 3           | 0          |
| D. Santon     | 0              | 0              | 0              | 0              | 1        | 0      | 0           | 0          | 0          | 0          | 0           | 0          | 1        | 0      | 0           | 0          |
| R. Taylor     | 14             | 0              | 3              | 0              | 0        | 0      | 0           | 0          | 1          | 0          | 0           | 0          | 15       | 0      | 3           | 0          |
| M. Williamson | 31             | 1              | 5              | 1              | 1        | 0      | 0           | 0          | 1          | 0          | 0           | 0          | 33       | 1      | 5           | 1          |
| M. Sissoko    | 34             | 4              | 7              | 2              | 0        | 0      | 0           | 0          | 4          | 1          | 0           | 0          | 38       | 5      | 7           | 2          |
| V. Anita      | 19             | 0              | 3              | 0              | 1        | 0      | 0           | 0          | 1          | 0          | 0           | 0          | 21       | 0      | 3           | 0          |
| P. Cissé      | 22             | 11             | 1              | 0              | 0        | 0      | 0           | 0          | 0          | 0          | 0           | 0          | 22       | 11     | 1           | 0          |
| S. De Jong    | 4              | 1              | 0              | 0              | 0        | 0      | 0           | 0          | 1          | 0          | 0           | 0          | 5        | 1      | 0           | 0          |
| Y. Gouffran   | 31             | 2              | 3              | 0              | 0        | 0      | 0           | 0          | 2          | 0          | 0           | 0          | 33       | 2      | 3           | 0          |
| J. Colback    | 35             | 4              | 12             | 0              | 0        | 0      | 0           | 0          | 3          | 0          | 0           | 0          | 38       | 4      | 12          | 0          |
| F. Ferreyra   | 0              | 0              | 0              | 0              | 0        | 0      | 0           | 0          | 0          | 0          | 0           | 0          | 0        | 0      | 0           | 0          |
| R. Aarons     | 4              | 1              | 1              | 0              | 0        | 0      | 0           | 0          | 2          | 1          | 0           | 0          | 6        | 2      | 1           | 0          |
| Ayoze         | 36             | 7              | 0              | 0              | 0        | 0      | 0           | 0          | 3          | 0          | 0           | 0          | 39       | 7      | 0           | 0          |
| J. Gutierrez  | 10             | 1              | 4              | 0              | 0        | 0      | 0           | 0          | 0          | 0          | 0           | 0          | 10       | 1      | 4           | 0          |
| M. Haidara    | 15             | 0              | 0              | 0              | 1        | 0      | 1           | 0          | 4          | 0          | 2           | 0          | 20       | 0      | 3           | 0          |
| R. Cabella    | 31             | 1              | 2              | 0              | 1        | 0      | 0           | 0          | 2          | 0          | 0           | 0          | 34       | 1      | 2           | 0          |
| R. Elliot     | 3              | 0              | 0              | 0              | 0        | 0      | 0           | 0          | 2          | 0          | 1           | 0          | 5        | 0      | 1           | 0          |
| D. Janmaat    | 37             | 1              | 6              | 1              | 0        | 0      | 0           | 0          | 3          | 0          | 1           | 0          | 40       | 1      | 7           | 1          |
| H. Vuckic     | 1              | 0              | 0              | 0              | 1        | 0      | 0           | 0          | 1          | 0          | 0           | 0          | 3        | 0      | 0           | 0          |
| C. Tioté      | 11             | 0              | 5              | 0              | 1        | 0      | 1           | 0          | 0          | 0          | 0           | 0          | 12       | 0      | 6           | 0          |
| G. Obertan    | 13             | 1              | 0              | 0              | 0        | 0      | 0           | 0          | 3          | 0          | 0           | 0          | 16       | 1      | 0           | 0          |
| S. Taylor     | 10             | 1              | 2              | 1              | 0        | 0      | 0           | 0          | 2          | 0          | 0           | 0          | 12       | 1      | 2           | 1          |
| S. Ameobi     | 25             | 2              | 2              | 0              | 0        | 0      | 0           | 0          | 2          | 0          | 1           | 0          | 27       | 2      | 3           | 0          |
| E. Rivière    | 23             | 1              | 0              | 0              | 1        | 0      | 0           | 0          | 4          | 2          | 0           | 0          | 28       | 3      | 0           | 0          |
| M. Abeid      | 13             | 0              | 0              | 0              | 0        | 0      | 0           | 0          | 3          | 0          | 1           | 1          | 16       | 0      | 1           | 1          |
| J. Alnwick    | 6              | -14            | 0              | 0              | 1        | -1     | 0           | 0          | 1          | -4         | 0           | 0          | 8        | -19    | 0           | 0          |
| A. Armstrong  | 11             | 0              | 1              | 0              | 1        | 0      | 0           | 0          | 3          | 0          | 0           | 0          | 15       | 0      | 1           | 0          |
| C. Good       | 0              | 0              | 0              | 0              | 0        | 0      | 0           | 0          | 0          | 0          | 0           | 0          | 0        | 0      | 0           | 0          |
| R. Streete    | 0              | 0              | 0              | 0              | 0        | 0      | 0           | 0          | 0          | 0          | 0           | 0          | 0        | 0      | 0           | 0          |
| A. Campbell   | 0              | 0              | 0              | 0              | 0        | 0      | 0           | 0          | 0          | 0          | 0           | 0          | 0        | 0      | 0           | 0          |
| P. Dummett    | 25             | 0              | 4              | 0              | 1        | 0      | 0           | 0          | 3          | 1          | 1           | 0          | 29       | 1      | 5           | 0          |
| L. Satka      | 0              | 0              | 0              | 0              | 1        | 0      | 1           | 0          | 0          | 0          | 0           | 0          | 1        | 0      | 1           | 0          |
| G. Bigirimana | 0              | 0              | 0              | 0              | 0        | 0      | 0           | 0          | 0          | 0          | 0           | 0          | 0        | 0      | 0           | 0          |
| S. Ferguson   | 0              | 0              | 0              | 0              | 0        | 0      | 0           | 0          | 0          | 0          | 0           | 0          | 0        | 0      | 0           | 0          |
| O. Kemen      | 0              | 0              | 0              | 0              | 0        | 0      | 0           | 0          | 0          | 0          | 0           | 0          | 0        | 0      | 0           | 0          |
| F. Woodman    | 0              | 0              | 0              | 0              | 0        | 0      | 0           | 0          | 0          | 0          | 0           | 0          | 0        | 0      | 0           | 0          |
| K. Mbabu      | 0              | 0              | 0              | 0              | 0        | 0      | 0           | 0          | 0          | 0          | 0           | 0          | 0        | 0      | 0           | 0          |